# The Fifth Head of Cerberus
The Fifth Head of Cerberus (cu sensul de Al cincilea cap al Cerberului) este o nuvelă științifico-fantastică și o colecție de trei nuvele din 1972 de Gene Wolfe (de aici titlul romanului, deoarece Cerberul din mitologie a avut trei capete). A fost publicată de editura Charles Scribner's Sons. Nuvela a fost inclusă ulterior în Nebula Award Stories Eight din 1973.
The Fifth Head of Cerberus poate fi privit atât ca o culegere de trei nuvele, cât și ca un roman în trei părți care tratează colonialismul, amintirile și natura identității personale. Prima nuvelă, care dă și titlul cărții, a fost nominalizată la Premiul Nebula pentru cea mai bună nuvelă.

## Prezentare
Titlul acestei colecții de nuvele este un joc de cuvinte care se referă la Cerber, un câine cu trei capete din mitologia greacă care păzea poarta către lumea de dincolo, Hades. În prima nuvelă, protagonistul explică faptul că Cerberul reprezintă propria familie, cele trei capete ale sale fiind tatăl său, mătușa și domnul Million (un robot), adăugând că restul de capete până la cinci, cele „nevăzute”, sunt reprezentate de fratele său David și, implicit, însuși naratorul. Urmând această logică, titlul nuvelei se referă astfel la narator, a cărui poveste o citim. Mai multe paralele între familia naratorului și mitologia privind Cerberul pot fi trase în numeroase alte moduri de-a lungul acestor nuvele. De exemplu, o statuie a acestei creaturi mitologice există în partea din față, sau „porțile” casei lor, casă care se află situată la 666 Saltimbanque, acest număr având asociații cu lumea de dincolo care datează din manuscrisele grecești ale cărții Apocalipsei. De asemenea, casa familiei lor este menționată mai târziu la un moment dat ca Maison du Chien, literalmente „Casa câinelui”.

## Colecția de trei nuvele
Colecția de trei nuvele este o expansiune a nuvelei originale și a apărut în antologia Orbit 10 care a fost editată de Damon Knight în 1972. Nuvelele următoare, "A Story" de John V. Marsch și V.R.T. au extins narațiunea și temele primei nuvele.
Nuvelele au loc pe două lumi-colonii, aflate la 20 de ani-lumină de Pământ, planetele duble Sainte Anne și Sainte Croix, locuite inițial de coloniști francofoni, dar pierdute de aceștia într-un război cu un inamic fără nume. Sainte Anne a fost (probabil) o dată casa unei culturi autohtone (la un nivel aparent pre-paleolitic ca tehnologie) de ființe care își schimbau forma, care poate - sau nu - au fost șterse de către invadatorii umani.
Wolfe a prezentat nuvela titlulară la un atelier de citire Milford Writer's Workshop. Norbert Slepyan, redactor la editura Scribner's, a fost impresionat de poveste și a propus ca Wolfe să scrie încă două nuvele înrudite, care să fie publicate într-o singură carte.

## Legături externe
- en  Istoria publicării lucrării The Fifth Head of Cerberus la Internet Speculative Fiction Database

## Vezi și
- 1972 în științifico-fantastic